# M.L.A.
M.L.A è un progetto musicale di stampo italiano, curato dal dj producer italiano Maurizio Molella con sonorità dance, house, minimal. 

## Discografia

### Album in studio
- 2009 - MOLELLA - Mollywood

### Singoli
- 2000 - Go Let's Go
- 2007 - Sharm El Sheikh
- 2008 - Screams In The Night
- 2008 - Yes! (On The Move)
- 2008 - Stop
- 2008 - A Friend of Joshua (con Gala)
- 2008 - Applaud And Laugh (con Degree)
- 2009 - 2009 (con DaBo)
- 2009 - Everyday Of My Life
- 2009 - Genik (Reloaded)
- 2009 - Matto Matto
- 2009 - N°1
- 2009 - Walk With Me
- 2009 - To France

### Remix
- 2007 - DaBo feat. Larry Ray - Do It
- 2007 - Fish n Chips feat. Feel Good Production Bouncing In Draut
- 2007 - James Talk feat. Liz Melody Talk Are You Listening
- 2007 - Valentino Frank Sinatra Used To Play
- 2007 - Molella feat. Fast Eddie Be My Queen
- 2007 - Paola Peroni Me Exita